# Елисеев, Николай (хоккеист)
Николай Елисеев (латыш. Nikolajs Jeļisejevs; род. 7 июля 1994, Рига) — латвийский хоккеист русского происхождения, левый крайний нападающий. Игрок ХК "Неман".

## Карьера
Начинал карьеру в юниорских командах риги и Даугавпилса, среди них — рижская «Призма». Во взрослом хоккее дебютировал в сезоне 2010/11 в клубе «Латгале» в высшей лиге Латвии. Потом играл за ХК Рига в МХЛ и за ряд других латвийских команд в местных лигах. 27 сентября 2014 года дебютировал в рижском «Динамо» в КХЛ в матче против «Адмирала». Однако, играя за «Динамо» в течение четырех сезонов, не смог закрепиться как основной игрок, провёл за это время в КХЛ лишь 51 матч, в которых набрал 7 очков (3+4). В 2017 году был отправлен в фарм-клуб «Лиепая», после этого играл в ВХЛ за «Ценг Тоу» и «Нефтяник» (Альметьевск). В 2020 году вернулся в рижское «Динамо» и сумел пробиться в основной состав, по ходу первой половины сезона 2021/22 был самым результативным игроком в команде.
В сезоне-2023/24 провел 3 матча за «Зволен» в чемпионате Словакии, где получил травму колена. Перенес операцию, пропустив практически весь сезон-2024/25. В июле 2025 года подписал просмотровый контракт с гродненским «Неманом».
Выступал за юниорские сборные Латвии разных возрастов. С сезона 2014/15 играет за национальную сборную Латвии.